# PH, propiedad horizontal
PH, propiedad horizontal (en ocasiones llamada simplemente PH) fue una telenovela de comedia argentina creada por Enrique Estevanez para Azul Televisión. Escrita por Estevanez y Marcela Citterio, sigue la vida de un diverso grupos de familias y personajes que viven en un conglomerado de departamentos conocidos como propiedad horizontal.
El elenco principal de la telenovela estuvo integrado por Gerardo Romano, María Valenzuela, Víctor Laplace, Jorge Martínez, Carolina Papaleo, Juan Palomino, Silvia Kutika y Katja Alemann. El primer capítulo de PH se emitió el 2 de abril de 2001 y finalizó su transmisión el 21 de septiembre de ese mismo año con un total de 122 episodios emitidos al aire.

## Sinopsis
La trama gira en torno a las vivencias de varios residentes de un conjunto habitacional conocido como propiedad horizontal o por sus siglas PH. En principio, se centra en Chiche, un maestro mayor de obra, que se encuentra criando a sus dos hijos adolescentes luego de que su esposa, Sabrina, los abandonara años atrás. En otro PH viven los Fernández, compuesto por Mamina y sus nietos Sandro y Panchita. Sandro, es profesor de educación física y está próximo a casarse con Majo, una aspirante a actriz. Mientras tanto, Panchita gestiona el kiosco de diarios heredado de sus abuelos. Sus vecinos son Susú, hija de Mamina, y Lorenzo, ambos arquitectos, que enfrentan crisis continuas en su relación.
Por otra parte, están tres amigos que son empleados bancarios: Oscar, Marcelo y Juancito, que comparten otro PH. Sus vidas toman un giro con la llegada de Ema, una mucama peculiar que transforma su rutina diaria. Sin embargo, el ingreso de la hermana gemela de Ema, Natalia, quien se dedica a la prostitución, trae consigo complicaciones inesperadas.
Además, está Lucho, el carnicero del vecindario, que está profundamente enamorado de Beba, la florista y hermana de Chiche. Sin embargo, Lucho guarda un oscuro secreto: es el padre biológico de Panchita y Sandro, a quienes abandonó tras la muerte de su esposa.

## Elenco
- Gerardo Romano como Chiche
- María Valenzuela como Beba
- Víctor Laplace como Lucho
- Jorge Martínez como Lorenzo
- Carolina Papaleo como Panchita Fernández
- Juan Palomino como Oscar
- Silvia Kutika como Sabrina
- Katja Alemann como Susú Fernández
- Federico Olivera como Juancito
- Verónica Vieyra como Ema / Natalia
- Walter Quiroz como Agustín
- Horacio Peña como Julián
- Luciano Castro como Sandro Fernández
- Alejandro Fiore como Toto
- Nacho Gadano como Marcelo
- Chany Mallo como Mamina Fernández
- Adriana Salonia como Majo
- Gimena Accardi como Sofía
- Floria Bloise como Aída
- Sol Estevanez
- Laura Fidalgo
- Alejandra Gavilanes como Laura
- Mariana Grossi como Felicitas
- Juan Carlos Lo Sasso
- Dalma Maradona como Rosana
- María Marull como Macarena
- Paula Marull como Micaela
- Gisela Barreto como Graciela
- Miguel Habud como Jorge
- Cristina Alberó como Mabel
- Mónica Gonzaga como Cris
- Lucas Ferraro como Leo
- Pepe Monje como Juanjo
- Nicolás Cantafio como Gino
- Marcos Palmiero como Ramiro
- Gastón Ricaud como Daniel
- Karina Buseki como Loli
- Ezequiel Rodriguez como Marcos Liniers
- Mariela Fernández como Paula
- Nancy Anka
- Luis Aranda
- Salvador Bivachi
- Leo Bosio
- Mónica Calho
- Lautaro Delgado como Manuel
- Sabrina Garciarena como Romina
- Camila Mac Lennan
- Marcelo Mininno
- Betina O'Connell
- Osvaldo Peluffo
- Santiago Stieben
- Federico Marrale